# Nacera Bouaziz
Pour les articles homonymes, voir Bouaziz.
Nacera Bouaziz, née en 1976, est une joueuse algérienne de tennis de table.

## Biographie
Elle remporte la médaille de bronze en double mixte aux Jeux africains de 1999 à Johannesbourg,.

## Palmarès
- :  médaille d'argent en simple aux Championnats d'Afrique de tennis de table 1996
- : médaille de bronze en double mixte aux Jeux africains de 1999 à Johannesbourg
- :  médaille d'argen Championnat Arabe des Clubs Champions 1996 à Beyrouth  (W.A.Rouiba)
- :  médaille d'argen par équipes  aux Coupe Arabe 1996 Le Caire (Egypte)
- : médaille de bronze en simple aux Jeux panarabes de 1997 Beyrouth (Liban)